# Казанский храм (Кивать)
Церковь Казанской иконы Божией Матери — православный храм в селе Кивать Кузоватовского района Ульяновской области, Симбирской епархии Симбирской митрополии Русской православной церкви. С 2016 года — памятник истории и культуры РФ.

## История
Первая деревянная церковь в с. Кивать была построена в 1737 году по благословению архиепископа Казанского и Свияжского Гавриила. В 1883 году храм, из-за малых размеров, был разобран. В этом же году построили новую церковь, которая сгорела в 1887 году во время пожара. Новый Казанский храм был построен в 1890 году по благословению епископа Симбирского и Сызранского Варсонофия (Охотина). Он имеет два престола: главный в честь Казанской иконы Божией Матери, второй — во имя святых апостолов Петра и Павла. На освящении присутствовал священномученик протоиерей Иоанн Ильинский, который ныне входит в состав Собора Симбирских святых.
В 1930-х годах Казанскую церковь закрыли и несколько лет в ней размещалось зернохранилище. Но в середине 1940-х храм в Кивати открыли и был одним из немногих действующих в Ульяновской области.
Приказом Министерства искусства и культурной политики Ульяновской области от 04.04.2016 г. № 40 храм включён в Единый государственный реестр объектов культурного наследия (памятников истории и культуры) народов Российской Федерации.

## Святыни
- Икона Божией Матери «Достойно есть», написанная на святой горе Афон;
- икона с мощами Андрея Блаженного Симбирского чудотворца;
- икона преподобного Феодора Санаксарского;
- икона праведного воина Феодора Санаксарского.

## Престольные праздники
Казанская икона Божией Матери — 21 июля, 4 ноября

## Духовенство
- протоиерей Ираклий Жемчужников (с 1881 г. до кончины в 1922 г.)[4];
- протоиерей Александр Жемчужников (с 1922 г., был расстрелян в 1937 г.)[4];
- протоиерей Сергий Аристов (с 1988)[5];
- протоиерей Александр Нуштаев (с 1996 года)[4];

## Галерея

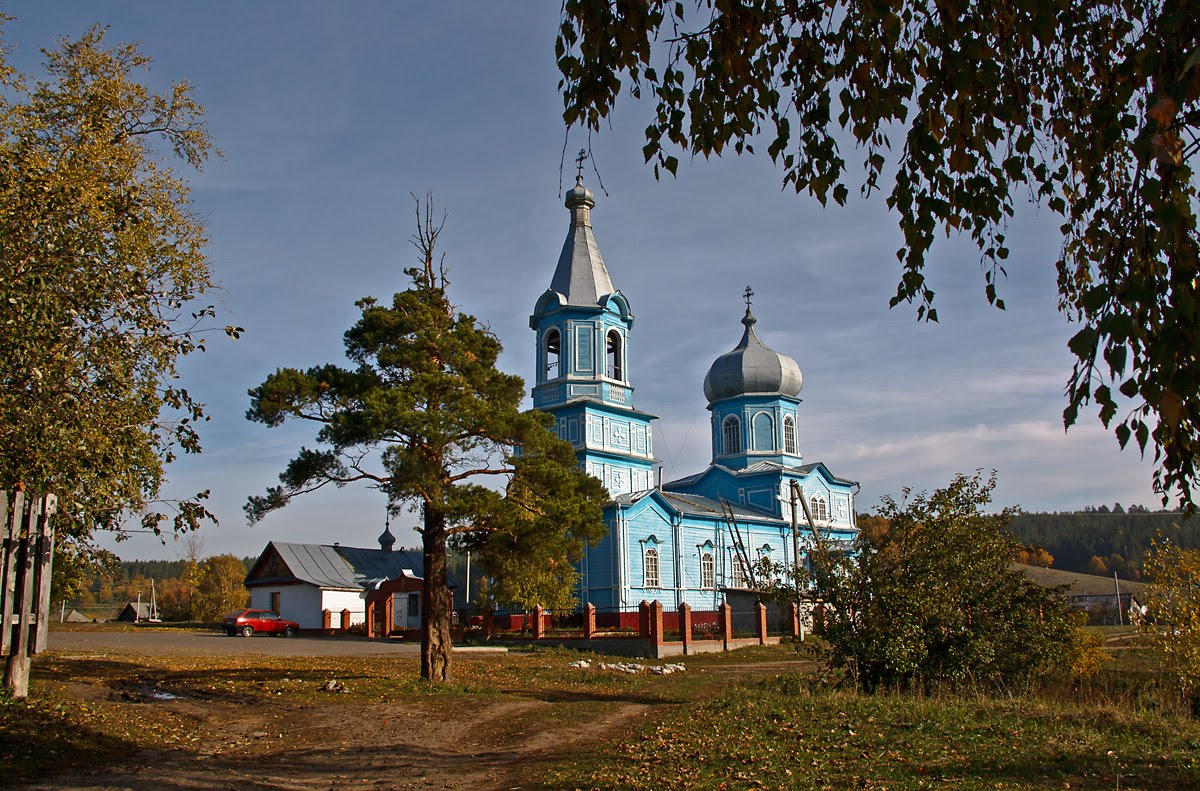
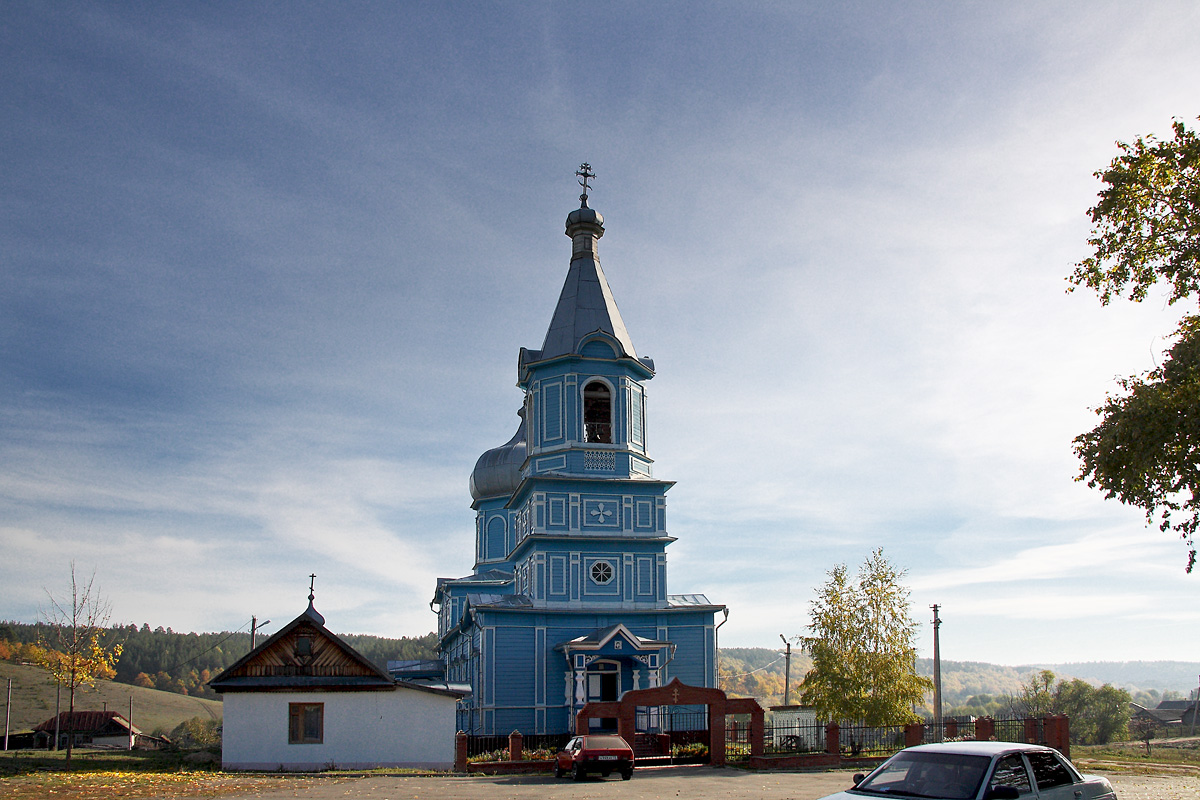
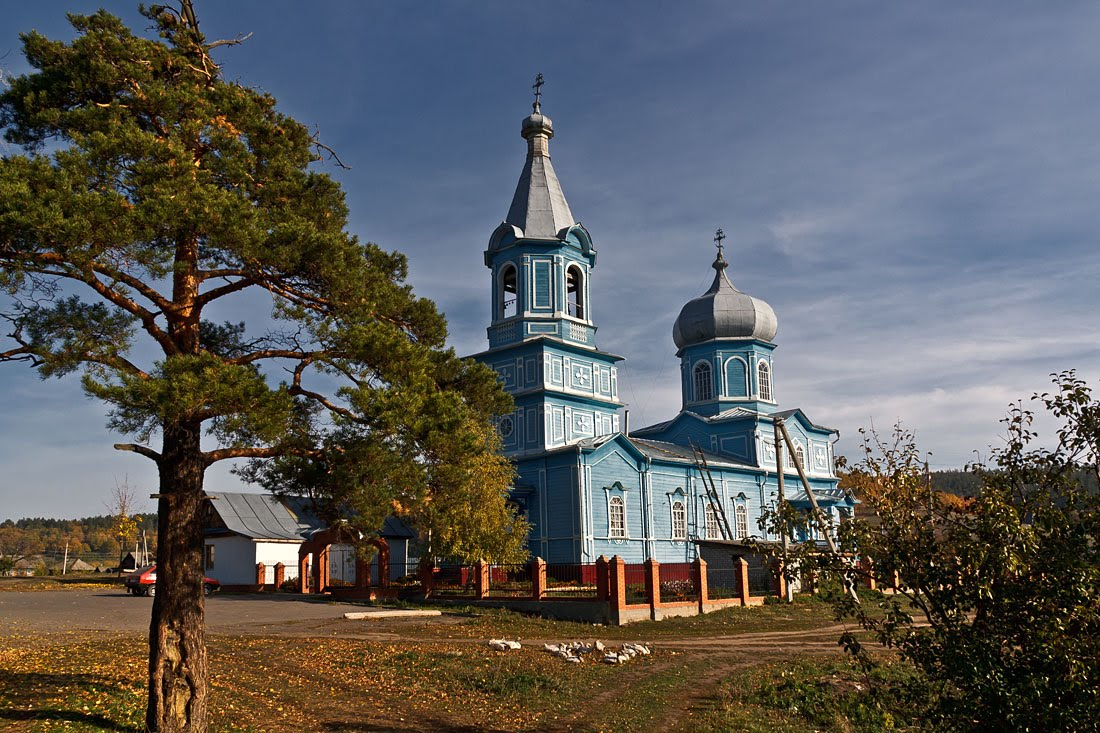